# 尚永亮
尚永亮（1956年—），中华人民共和国教育部长江学者特聘教授，武汉大学二级教授、博士生导师，主要从事汉唐文学及中国文学批评史研究。

## 生平
尚永亮1982年毕业于陕西师范大学中文系，1984年与1986年分获该校元明清文学硕士、唐宋文学博士学位。1999年起任教于武汉大学，历任中文系副主任、文学院院长。

## 社会兼职
- 中国唐代文学学会副会长
- 中国柳宗元研究会会长